# Meishan
Meishan (kinesisk skrift: 眉山; pinyin: Méishān) er et bypræfektur i den kinesiske provins Sichuan. Det har et areal på 7.186 km², og en befolkning på 3.440.000 mennesker (2007).

## Administrative enheder
Bypræfekturet Meishan har jurisdiktion over et distrikt (区 qū) og 5 amter (县 xiàn).
| Kort              | Kort     | Kort   | Kort          | Kort                   | Kort        | Kort      |
| ----------------- | -------- | ------ | ------------- | ---------------------- | ----------- | --------- |
| Kort over Meishan |          |        |               |                        |             |           |
| #                 | Navn     | Hanzi  | Pinyin        | Befolkning (2004 est.) | Areal (km²) | Indb./km² |
| Distrikter        |          |        |               |                        |             |           |
| 1                 | Dongpo   | 东坡区 | Dōngpō Qū     | 820.000                | 1.331       | 616       |
| Amter             |          |        |               |                        |             |           |
| 2                 | Renshou  | 仁寿县 | Rénshòu Xiàn  | 1.560.000              | 2.606       | 599       |
| 3                 | Pengshan | 彭山县 | Péngshān Xiàn | 320.000                | 465         | 688       |
| 4                 | Hongya   | 洪雅县 | Hóngyǎ Xiàn   | 340.000                | 1.948       | 175       |
| 5                 | Danleng  | 丹棱县 | Dānléng Xiàn  | 160.000                | 449         | 356       |
| 6                 | Qingshen | 青神县 | Qīngshén Xiàn | 200.000                | 387         | 517       |